# NGC 6840
NGC 6840 је група звезда у сазвежђу Орао која се налази на NGC листи објеката дубоког неба.
Деклинација објекта је + 12° 7' 18" а ректасцензија 19h 55m 17,0s. Привидна величина (магнитуда) објекта NGC 6840 износи 8,4.